# Hypercaffium Spazzinate
Hypercaffium Spazzinate è il settimo album studio della band punk rock americana Descendents, pubblicato il 29 luglio 2016, dall'etichetta Epitaph Records.

## Tracce
1. Feel This – 1:14
2. Victim of Me – 1:36
3. On Paper – 1:45
4. Shameless Halo – 2:05
5. No Fat Burger – 0:43
6. Testosterone – 1:12
7. Without Love – 3:19
8. We Got Defeat – 0:57
9. Smile – 3:10
10. Limiter – 2:07
11. Fighting Myself – 2:13
12. Spineless and Scarlet Red – 3:15
13. Human Being – 0:40
14. Full Circle – 1:54
15. Comeback Kid – 2:18
16. Beyond the Music – 2:23

Tracce bonus nell'edizione deluxe (EP SpazzHazard)
1. Days Of Desperation – 2:10
2. Thinkin' – 2:28
3. Grindstone – 1:05
4. Business A.U. – 2:17
5. Unchanged – 3:01

## Formazione
- Milo Aukerman - voce
- Stephen Egerton - chitarra
- Karl Alvarez - basso
- Bill Stevenson - batteria